# 董树奎
董树奎（1955年9月—），男，汉族，河北威县人，中华人民共和国政治人物，曾任国家税务总局总经济师、党组成员，现任国有重点大型企业监事会主席，中国税务学会副会长。